# 梁玉堂
梁玉堂（りょう ぎょくどう、1899年 - 1978年）は、香港、中国のサッカー選手。
第二次世界大戦前の中国代表のチームにおいて天才的な活躍を収めたミッドフィルダーで、極東選手権競技大会などで日本代表とも多く対戦した。クラブチームは香港を本拠地とする南華足球隊に所属していた。